# HD 148156 b
HD 148156 b 또는 HIP 80680 b는 G형 주계열성 HD 148156을 돌고 있는 외계 행성이다. 지구로부터 직각자자리 방향으로 약 179광년 떨어진 곳에 있다. 최소 질량은 목성의 90퍼센트 수준이며 항성으로부터 2.06 AU 떨어져 대략 2년 남짓한 기간마다 1회 공전하고 있다. 다른 외계 행성들과 마찬가지로 이 행성의 궤도경사각은 밝혀져 있지 않으며 거기에 궤도 이심률까지 불명확하다(대부분의 외계 행성들은 이심률 값은 확인되었다). 이 행성은 2009년 10월 19일 HARPS로 동시에 발견한 30개 외계 행성들 중 하나이다.
좌표:  16h 28m 17.2832s, −46° 19′ 03.445″